# Veo (modelo de texto para vídeo)
Veo é um sistema de inteligência artificial criado pelo Google DeepMind, apresentado ao público em maio de 2024. Trata-se de um modelo generativo capaz de produzir vídeos a partir de comandos fornecidos pelo usuário. Sua versão mais recente, o Veo 3, lançada em maio de 2025, também inclui a capacidade de gerar trilhas sonoras para os vídeos criados.

## Desenvolvimento
Em maio de 2024, durante o evento Google I/O, foi apresentado o Veo, um modelo multimodal voltado para a geração de vídeos. Segundo o Google, o sistema era capaz de criar vídeos em 1080p com duração superior a um minuto. Já em dezembro do mesmo ano, foi lançada a segunda versão, Veo 2, acessível por meio da plataforma VideoFX. Essa atualização trouxe suporte para vídeos em resolução 4K e melhorias na compreensão de física realista. Em abril de 2025, o Veo 2 passou a ser disponibilizado também para usuários avançados no app Gemini. Um mês depois, em maio de 2025, o Google revelou o Veo 3, que além de gerar vídeos, também produz áudio sincronizado incluindo falas, efeitos sonoros e sons ambientes e acompanhando as imagens geradas. Na mesma ocasião, foi anunciada a ferramenta Flow, desenvolvida com base nos modelos Veo e Imagen, voltada para a criação de vídeos.
Entre as novidades do Veo 3, lançado em maio de 2025, está a geração de música e voz alinhadas ao conteúdo visual. Para Demis Hassabis, CEO do Google DeepMind, esse avanço marca uma transição significativa na tecnologia, aproximando a geração de vídeo por IA do que chamou de fim da "era do cinema mudo".

## Reações
Após o lançamento do Veo 3, um repórter do Gizmodo observou que muitos usuários estavam utilizando o modelo para criar vídeos de qualidade questionável, como entrevistas improvisadas na rua ou gravações de unboxing. Outro comentarista da mídia destacou que a ferramenta frequentemente repetia a mesma piada em respostas a diferentes prompts.
Alguns especularam que o modelo teria sido treinado com base em conteúdos do YouTube oudo Reddit. embora o Google não tenha divulgado oficialmente as fontes utilizadas no treinamento.